# Stenellipsis viridipes
Stenellipsis viridipes är en skalbaggsart som beskrevs av Stefan von Breuning 1940. Stenellipsis viridipes ingår i släktet Stenellipsis och familjen långhorningar. Inga underarter finns listade i Catalogue of Life.